# Либерозе
Либерозе (нем. Lieberose, н.-луж. Luboraz) — город в Германии, в земле Бранденбург.
Входит в состав района Даме-Шпревальд. Подчиняется управлению Либерозе/Обершпревальд. Население составляет 1485 человек (на 31 декабря 2010 года). Занимает площадь 72,51 км². Официальный код — 12 0 61 308.
Город подразделяется на 5 городских районов.
Официальным языком в населённом пункте, помимо немецкого, является лужицкий.
| Год  | Население |
| ---- | --------- |
| 2005 | 1611      |
| 2010 | 1503      |